# Pandemia de COVID-19 no Níger
Este artigo documenta os impactos da pandemia de coronavírus de 2020 no Níger e pode não incluir todas as principais respostas e medidas contemporâneas.

## Linha do tempo
Em 19 de março, o primeiro caso de COVID-19 na Nigéria foi confirmado, tratando-se de um nigeriano de 36 anos de idade que havia viajado para o Togo, Gana, Costa do Marfim e Burkina Faso.